# Bielorrússia nos Jogos Paralímpicos de Inverno de 2010
A Bielorrússia participou dos Jogos Paraolímpicos de Inverno de 2010, realizados em Vancouver, no Canadá. Foi a quinta aparição do país em Paraolimpíadas de Inverno. Nove atletas representaram o país, competindo em dois esportes.

## Medalhas
| Atleta                                               | Esporte             | Evento                                      | Medalha |
| ---------------------------------------------------- | ------------------- | ------------------------------------------- | ------- |
| Liudmila Vauchok                                     | Esqui cross-country | 5 km feminino (atletas sentadas)            | Ouro    |
| Liudmila Vauchok                                     | Esqui cross-country | 10 km feminino (atletas sentadas)           | Ouro    |
| Vasili Shaptsiaboi                                   | Biatlo              | Perseguição masculino (deficientes visuais) | Bronze  |
| Liudmila Vauchok                                     | Esqui cross-country | Velocidade feminino (atletas sentadas)      | Bronze  |
| Liudmila Vauchok Larysa Varona Yadviha Skorabahataya | Esqui cross-country | Revezamento feminino                        | Bronze  |
| Larysa Varona                                        | Esqui cross-country | 5 km feminino (atletas em pé)               | Bronze  |
| Dzmitry Loban                                        | Esqui cross-country | 10 km masculino (atletas sentados)          | Bronze  |
| Yadviha Skorabahataya                                | Esqui cross-country | 15 km feminino (deficientes visuais)        | Bronze  |
| Vasili Shaptsiaboi                                   | Esqui cross-country | 20 km masculino (deficientes visuais)       | Bronze  |

## Biatlo
Individual
| Atleta                | Evento                          | Tempo Real | Tiros Perdidos | Fator (%) | Tempo Final | Pos. |
| --------------------- | ------------------------------- | ---------- | -------------- | --------- | ----------- | ---- |
| Aliaksandr Davidovich | Masculino (atletas sentados)    | 42:26.6    | 6              | 100       | 48:26.6     | 10º  |
| Vasili Shaptsiaboi    | Masculino (deficientes visuais) | 37:32.7    | 4              | 98        | 40:47.6     | 4º   |
| Siarhei Silchanka     | Masculino (atletas em pé)       | 39:02.1    | 4              | 97        | 41:51.8     | 5º   |
| Yadviha Skorabahataya | Feminino (deficientes visuais)  | 47:57.8    | 2              | 98        | 49:00.2     | 4º   |

Perseguição
| Atleta                | Evento                          | Tempo Qual. | Tiros Perdidos | Fator (%)   | Tempo Final | Pos.              |
| --------------------- | ------------------------------- | ----------- | -------------- | ----------- | ----------- | ----------------- |
| Aliaksandr Davidovich | Masculino (atletas sentados)    | 9:27.9      | 2              | 100         | 11:44.5     | 8º                |
| Barys Pronka          | Masculino (atletas sentados)    | 11:57.2     | Não avançou    | Não avançou | Não avançou | 24º               |
| Vasili Shaptsiaboi    | Masculino (deficientes visuais) | 9:45.6      | 2              | 98          | 11:16.0     | Medalha de bronze |
| Siarhei Silchanka     | Masculino (atletas em pé)       | 10:50.42    | Não avançou    | Não avançou | Não avançou | 18º               |

## Esqui cross-country
| Atleta                | Evento                                     | Qualificação | Qualificação | Semifinal   | Semifinal   | Final       | Final             |
| Atleta                | Evento                                     | Tempo        | Pos.         | Tempo       | Pos.        | Tempo       | Pos.              |
| --------------------- | ------------------------------------------ | ------------ | ------------ | ----------- | ----------- | ----------- | ----------------- |
| Aliaksandr Davidovich | Velocidade masculino (atletas sentados)    | 2:19.95      | 12º          | Não avançou | Não avançou | Não avançou | Não avançou       |
| Dzmitry Loban         | Velocidade masculino (atletas sentados)    | 2:16.44      | 7º           | 2:35.8      | 4º/bat.2    | Não avançou | Não avançou       |
| Yauheni Lukyanenka    | Velocidade masculino (atletas sentados)    | 2:21.66      | 17º          | Não avançou | Não avançou | Não avançou | Não avançou       |
| Barys Pronka          | Velocidade masculino (atletas sentados)    | 2:27.30      | 25º          | Não avançou | Não avançou | Não avançou | Não avançou       |
| Siarhei Silchanka     | Velocidade masculino (atletas em pé)       | 3:50.43      | 23º          | Não avançou | Não avançou | Não avançou | Não avançou       |
| Vasili Shaptsiaboi    | Velocidade masculino (deficientes visuais) | 3:32.99      | 9º           | Não avançou | Não avançou | Não avançou | Não avançou       |
| Liudmila Vauchok      | Velocidade feminino (atletas sentadas)     | 2:41.03      | 6º           | 2:57.5      | 2º/bat.2    | 3:01.9      | Medalha de bronze |
| Larysa Varona         | Velocidade feminino (atletas em pé)        | 4:22.55      | 5º           | 4:36.0      | 2º/bat.1    | 4:34.5      | 4º                |

| Atleta                                               | Evento                                | Tempo Real | Fator (%) | Tempo Calculado | Pos.              |
| ---------------------------------------------------- | ------------------------------------- | ---------- | --------- | --------------- | ----------------- |
| Dzmitry Loban                                        | 10 km masculino (atletas sentados)    | 28:25.1    | 100       | 28:25.1         | Medalha de bronze |
| Aliaksandr Davidovich                                | 10 km masculino (atletas sentados)    | 28:38.0    | 100       | 28:38.0         | 8º                |
| Yauheni Lukyanenka                                   | 10 km masculino (atletas sentados)    | 29:43.6    | 100       | 29:43.6         | 17º               |
| Barys Pronka                                         | 10 km masculino (atletas sentados)    | 32:48.4    | 94        | 30:50.3         | 26º               |
| Siarhei Silchanka                                    | 10 km masculino (atletas em pé)       | DNF        | DNF       | DNF             | DNF               |
| Vasili Shaptsiaboi                                   | 10 km masculino (deficientes visuais) | 28:20.4    | 98        | 27:46.4         | 4º                |
| Aliaksandr Davidovich                                | 15 km masculino (atletas sentados)    | 42:43.1    | 100       | 42:43.1         | 6º                |
| Dzmitry Loban                                        | 15 km masculino (atletas sentados)    | 43:53.5    | 100       | 43:53.5         | 11º               |
| Yauheni Lukyanenka                                   | 15 km masculino (atletas sentados)    | 44:22.0    | 100       | 44:22.0         | 15º               |
| Barys Pronka                                         | 15 km masculino (atletas sentados)    | 48:53.7    | 94        | 45:57.7         | 22º               |
| Siarhei Silchanka                                    | 20 km masculino (atletas em pé)       | 56:33.4    | 97        | 54:51.6         | 4º                |
| Vasili Shaptsiaboi                                   | 20 km masculino (deficientes visuais) | 53:26.6    | 98        | 52:22.5         | Medalha de bronze |
| Barys Pronka Vasili Shaptsiaboi Siarhei Silchanka    | Revezamento 1x4 km + 2x5 km masculino |            |           | 41:20.1         | 4º                |
| Liudmila Vauchok                                     | 5 km feminino (atletas sentadas)      | 15:53.8    | 94        | 14:56.6         | Medalha de ouro   |
| Larysa Varona                                        | 5 km feminino (atletas em pé)         | 19:10.2    | 92        | 17:38.2         | Medalha de bronze |
| Yadviha Skorabahataya                                | 5 km feminino (deficientes visuais)   | 17:56.3    | 98        | 17:34.8         | 5º                |
| Liudmila Vauchok                                     | 10 km feminino (atletas sentadas)     | 32:51.2    | 94        | 30:52.9         | Medalha de ouro   |
| Yadviha Skorabahataya                                | 15 km feminino (deficientes visuais)  | 50:19.7    | 98        | 49:19.3         | Medalha de bronze |
| Larysa Varona Liudmila Vauchok Yadviha Skorabahataya | Revezamento 3x2,5 km feminino         |            |           | 22:04.2         | Medalha de bronze |

Legenda
| Recorde mundial      | Recorde mundial (World record)               |                       | Recorde africano                      | Recorde africano (African) |                                           | Q | Classificado por posição (Qualified) |
| Recorde olímpico     | Recorde olímpico (Olympic record)            | Recorde da América    | Recorde da América (Americas)         | q                          | Classificado por melhor tempo (Qualified) |   |                                      |
| Melhor marca do ano  | Melhor marca do ano (World leading)          | Recorde asiático      | Recorde asiático (Asian)              | DNS                        | Não largou (Did not start)                |   |                                      |
| Recorde nacional     | Recorde nacional (National record)           | Recorde europeu       | Recorde europeu (European)            | DNF                        | Não terminou (Did not finish)             |   |                                      |
| Recorde pessoal      | Recorde pessoal do atleta (Personal best)    | Recorde da Oceania    | Recorde da Oceania (Oceania)          | DSQ / DQ                   | Desclassificado (Disqualified)            |   |                                      |
| Recorde da temporada | Recorde da temporada do atleta (Season best) | Recorde sul-americano | Recorde sul-americano (South America) | NM                         | Sem marca (No mark)                       |   |                                      |